# لوکاس اوجدا
لوکاس اوجدا (انگلیسی: Lucas Ojeda؛ زادهٔ ۱ فوریهٔ ۱۹۸۶) بازیکن فوتبال اهل آرژانتین است.
از باشگاه‌هایی که در آن بازی کرده‌است می‌توان به باشگاه اتلتیکو ایندپندینته و باشگاه فوتبال اتلتیکو تیگره اشاره کرد.